# Gastón Rossi
Gastón Leonardo Rossi (Santa Fe de la Veracruz, Provincia de Santa Fe; 22 de enero de 1990) es un piloto argentino de automovilismo. Iniciado en el ambiente de los karts, compitió en las categorías de monoplazas Fórmula Renault Argentina y Fórmula 4 Nueva Generación, obteniendo en el año 2012 el título de campeón de esta última categoría. Su debut en automóviles de turismo, tuvo lugar en el año 2009, al debutar en la divisional Top Race Junior al comando de una unidad Chevrolet Vectra II del equipo UTN Competición, e identificada con el número 555. Tras ese paso por el TRS, volvería a competir en monoplazas, logrando el gran salto en el año 2013, cuando luego de consagrarse en la F4NG, debutó en la divisional TC Pista Mouras al comando de un Ford Falcon. Su actuación en esa temporada, sumada a la obtención de dos triunfos en el año y seis podios, sirvió como antecedentes para lograr su ascenso a la divisional TC Mouras de la Asociación Corredores de Turismo Carretera, donde compite desde el año 2014.

## Biografía deportiva
Los inicios deportivos de Gastón Rossi tuvieron lugar en su provincia, donde con tan solo 8 años de edad debutara en un torneo de verano de la categoría escuela Stihl, desarrollando 3 fechas en 1998 y logrando su primer título. Tras este torneo, pasaría a competir en el certamen provincial de la categoría Escuela Stihl, donde además de conseguir su primera victoria, conseguiría también obtener el título de campeón. En 1999 asciende a la categoría oficial Stihl, donde nuevamente compite en un certamen de verano y en el campeonato provincial, alzándose nuevamente con el título en ambos torneos y engrosando de esa forma su palmarés. Un nuevo ascenso llegaría en 2000, cuando debutara en la categoría Pre-Juniors de 125cc. Donde nuevamente plasmaría lo aprendido en las divisiones anteriores, al consagrarse campeón de la especialidad y repitiendo el título en 2001 y 2002. Su vertiginoso ascenso, lo harían merecedor de la distinción de Piloto Revelación en 2001. Finalmente, en 2003 nuevamente se consagraría campeón, al obtener su octavo título en karting, campeonando en el certamen provincial de 125cc. Pre-Juniors.
Sin embargo, a pesar de haber obtenido títulos en la especialidad y de demostrar buena evolución en cuanto a su aprendizaje, el factor económico le jugaría en contra de sus aspiraciones para llegar a lo alto del automovilismo argentino, dejándolo inactivo de forma prolongada luego de su último título en karts. Pronto, esta situación se revertiría a partir del 2007, donde la firma automotriz Renault lanza un concurso de pilotos cuyo máximo premio es la participación durante un año en forma gratuita en la Fórmula Renault Argentina. Ante esta convocatoria, Rossi responde al llamado anotándose en el Desafío Renault, con el objetivo de cristalizar su sueño de debutar en el automovilismo nacional. Finalmente, este anhelo se concreta, cuando al final del campeonato el piloto santafesino se alza con la victoria en el Desafío, siendo acreditado para competir al año siguiente en la Fórmula Renault Argentina.
En 2008, debuta finalmente en la Fórmula Renault Argentina, compitiendo tal lo acordado tras la obtención del Desafío Renault de manera gratuita, al comando de una unidad Tito 02, atendida por la escuadra Werner Jr. Competición. A pesar de su inexperiencia al comando de esta clase de unidades, Rossi desarrollaría una destacada actuación, finalizando el torneo en la 11.ª colocación, siendo el mejor piloto debutante del torneo, el cual cerraría en gran forma al subirse al podio en la última fecha corrida en Punta del Este. Al año siguiente, nuevamente el presupuesto lo alejaría de las pistas, aunque le sería concursada una invitación por parte del equipo UTN Competición, para competir en la divisional Top Race Junior al comando de un Chevrolet Vectra II, al cual identificaría con el número 555. Su llegada a esta divisional se daría a consecuencia de un reemplazo del piloto Facundo Tulli y tendría lugar en la competencia desarrollada en el Autódromo Ciudad de Nueve de Julio, válida por la tercera fecha del certamen. En aquella competencia, Rossi cerraría la jornada en un formidable 8º puesto, teniendo en cuenta que se trataba de su primera experiencia en automóviles de turismo. A pesar de este resultado, su paso por la categoría no pasaría de esta fecha.
Tras un año con marcada inactividad, Rossi retorna en el 2010 a la Fórmula Renault, aunque en esta oportunidad decide encarar una doble agenda, ya que combinaría sus participaciones debido a su debut en la Fórmula Metropolitana. En 2011 volvería a presentarse a correr en la Fórmula Renault, sin embargo su participación solamente duraría 4 fechas.
Tras estas participaciones en la Fórmula Renault, Rossi tendría su mejor año deportivo al debutar en el 2012 en la Fórmula 4 Nueva Generación, flamante categoría sucesora de la Fórmula 4 APAP. A lo largo de las 10 fechas que duró el torneo, Rossi se alzaría con 3 triunfos y 7 podios, lo que le permitiría conquistar su primer campeonato en el automovilismo profesional argentino.

## Trayectoria
| Años      | Categoría                                      | Automóvil           |
| --------- | ---------------------------------------------- | ------------------- |
| 1998-2003 | Piloto de karts                                | Karting             |
| 2007      | Desafío Renault, campeón                       | Karting             |
| 2008      | Debut en Fórmula Renault Argentina             | Tito 02-Renault     |
| 2009      | Top Race Junior, 1 carrera                     | Chevrolet Vectra II |
| 2010      | Fórmula Renault Argentina                      | Tito 02-Renault     |
| 2010      | Fórmula Metropolitana, 2 carreras              | Crespi-Renault      |
| 2011      | Fórmula Renault Argentina, 4 carreras          | Tito 02-Renault     |
| 2012      | Fórmula 4 Nueva Generación, debut y campeonato | Crespi-Renault      |
| 2013      | Fórmula Metropolitana, 1 carrera               | Crespi-Renault      |
| 2013      | Debut en TC Pista Mouras                       | Ford Falcon         |
| 2014      | Debut en TC Mouras                             | Chevrolet Chevy     |
| 2015      | TC Mouras                                      | Chevrolet Chevy     |
| 2016      | TC Mouras                                      | Chevrolet Chevy     |
| 2017      | Debut en TC Pista, 1 carrera                   | Dodge Cherokee      |
| 2017      | TC Mouras, 2 carreras                          | Chevrolet Chevy     |
| 2018      | TC Mouras                                      | Chevrolet Chevy     |

### Resultados completos, TC Pista Mouras
| Año                | Año         | Fechas | Fechas | Fechas | Fechas | Fechas | Fechas | Fechas | Fechas | Fechas | Fechas | Fechas | Fechas | Fechas | Fechas | Posición final      |
| Equipo             | Automóvil   | Fechas | Fechas | Fechas | Fechas | Fechas | Fechas | Fechas | Fechas | Fechas | Fechas | Fechas | Fechas | Fechas | Fechas | Posición final      |
| ------------------ | ----------- | ------ | ------ | ------ | ------ | ------ | ------ | ------ | ------ | ------ | ------ | ------ | ------ | ------ | ------ | ------------------- |
| 2013               | 2013        | 01     | 02     | 03     | 04     | 05     | 06     | 07     | 08     | 09     | 10     | 11     | 12     | 13     | 14     | 7.º (327.50 puntos) |
| Cañuelas GB Racing | Ford Falcon |        |        |        |        |        | 3.º    | 1.º    | 1.º    | 8.º    | 3.º    | 3.º    | 2.º    | 4.º    | 4.º    | 7.º (327.50 puntos) |

### Resultados completos, TC Mouras
| Año                | Año             | Fechas | Fechas | Fechas | Fechas | Fechas | Fechas | Fechas | Fechas | Fechas | Fechas | Fechas | Fechas | Fechas | Fechas | Fechas | Posición final       |  |
| Equipo             | Automóvil       | Fechas | Fechas | Fechas | Fechas | Fechas | Fechas | Fechas | Fechas | Fechas | Fechas | Fechas | Fechas | Fechas | Fechas | Fechas | Posición final       |  |
| ------------------ | --------------- | ------ | ------ | ------ | ------ | ------ | ------ | ------ | ------ | ------ | ------ | ------ | ------ | ------ | ------ | ------ | -------------------- |  |
| 2014               | 2014            | 01     | 02     | 03     | 04     | 05     | 06     | 07     | 08     | 09     | 10     | 11     | 12     | 13     | 14     |        | 19.º (332.25 puntos) |  |
| Trotta Racing Team | Chevrolet Chevy | 23.º   | 22.º   | -      | 18.º   | -      |        |        |        |        |        |        |        |        |        |        | 19.º (332.25 puntos) |  |
| Dole Racing        | Chevrolet Chevy |        |        |        |        |        | 4.º    | 22.º   | 5.º    | 12.º   | -      | 1.º    | -      | 4.º    | 10.º   |        | 19.º (332.25 puntos) |  |
|                    |                 |        |        |        |        |        |        |        |        |        |        |        |        |        |        |        |                      |  |
| 2015               | 2015            | 01     | 02     | 03     | 04     | 05     | 06     | 07     | 08     | 09     | 10     | 11     | 12     | 13     | 14     |        | 7.º (428.00 puntos)  |  |
| Dole Racing        | Chevrolet Chevy | 20.º   | 4.º    | 6.º    | 11.º   |        |        |        |        |        |        |        |        |        |        |        | 7.º (428.00 puntos)  |  |
| E. Satriano Sport  | Chevrolet Chevy |        |        |        |        | 4.º    | 11.º   | 9.º    | 8.º    | 10.º   | 22.º   | 13.º   | 9.º    | 22.º   | 6.º    |        | 7.º (428.00 puntos)  |  |
|                    |                 |        |        |        |        |        |        |        |        |        |        |        |        |        |        |        |                      |  |
| 2016               | 2016            | 01     | 02     | 03     | 04     | 05     | 06     | 07     | 08     | 09     | 10     | 11     | 12     | 13     | 14     | 15     | 8º (484.50 puntos)   |  |
| Coiro Dole Racing  | Chevrolet Chevy | 2.º    | 15.º   | 25.º   | 5.º    | 4.º    | 1.º    | 19.º   | 4.º    | Ex.    | 9.º    | 19.º   | 4.º    | 9.º    | 6.º    | 1.º    | 8º (484.50 puntos)   |  |
|                    |                 |        |        |        |        |        |        |        |        |        |        |        |        |        |        |        |                      |  |
| 2017               | 2017            | 01     | 02     | 03     | 04     | 05     | 06     | 07     | 08     | 09     | 10     | 11     | 12     | 13     | 14     | 15     | 37.º (32.50 puntos)  |  |
| JC Competición     | Chevrolet Chevy | NP     | NP     | NP     | 24.º   | 17.º   | NP     | NP     | NP     | NP     | NP     | NP     | NP     | NP     | NP     | NP     | 37.º (32.50 puntos)  |  |
|                    |                 |        |        |        |        |        |        |        |        |        |        |        |        |        |        |        |                      |  |
| 2018               | 2018            | 01     | 02     | 03     | 04     | 05     | 06     | 07     | 08     | 09     | 10     | 11     | 12     | 13     | 14     | 15     | En disputa           |  |
| DRS Team           | Chevrolet Chevy | 24.º   | 13.º   | 10.º   | 1.º    |        |        |        |        |        |        |        |        |        |        |        | En disputa           |  |

### Trayectoria en Top Race
| Temporada | Categoría       | Automóvil           | Equipos         | Posición final  |
| --------- | --------------- | ------------------- | --------------- | --------------- |
| 2009      | Top Race Junior | Chevrolet Vectra II | UTN Competición | 35.º (6 puntos) |

- [6]

## Palmarés
| Título  | Categoría                  | Automóvil      | Año  |
| ------- | -------------------------- | -------------- | ---- |
| Campeón | Desafío Renault            | Karting        | 2007 |
| Campeón | Fórmula 4 Nueva Generación | Crespi-Renault | 2012 |

### Palmarés en karting
| Título  | Categoría                         | Automóvil       | Año  |
| ------- | --------------------------------- | --------------- | ---- |
| Campeón | Escuela Stihl Torneo de Verano    | Karting 50 cc.  | 1998 |
| Campeón | Escuela Stihl Torneo Provincial   | Karting 50 cc.  | 1998 |
| Campeón | Categoría Stihl Torneo de Verano  | Karting 50 cc.  | 1999 |
| Campeón | Categoría Stihl Torneo Provincial | Karting 50 cc.  | 1999 |
| Campeón | Torneo Provincial Pre-Juniors     | Karting 125 cc. | 2000 |
| Campeón | Torneo Provincial Pre-Juniors     | Karting 125 cc. | 2001 |
| Campeón | Torneo Provincial Pre-Juniors     | Karting 125 cc. | 2002 |
| Campeón | Torneo Provincial Juniors         | Karting 125 cc. | 2003 |